# Zmiejcyno
Zmiejcyno (ros. Змейцыно) – wieś w Rosji, w rejonie mieżdurieczeńskim obwodu wołogodzkiego. W 2010 r. liczyła 39 mieszkańców.